# Resolutie 2377 Veiligheidsraad Verenigde Naties
Resolutie 2377 van de Veiligheidsraad van de Verenigde Naties werd unaniem door de VN-Veiligheidsraad aangenomen op 14 september 2017. Middels deze resolutie stemde de Veiligheidsraad in met het mandaat en de omvang van de verificatiemissie die moest gaan toezien op de uitvoering van het vredesakkoord in Colombia, zoals die door secretaris-generaal António Guterres waren voorgesteld.

## Standpunten

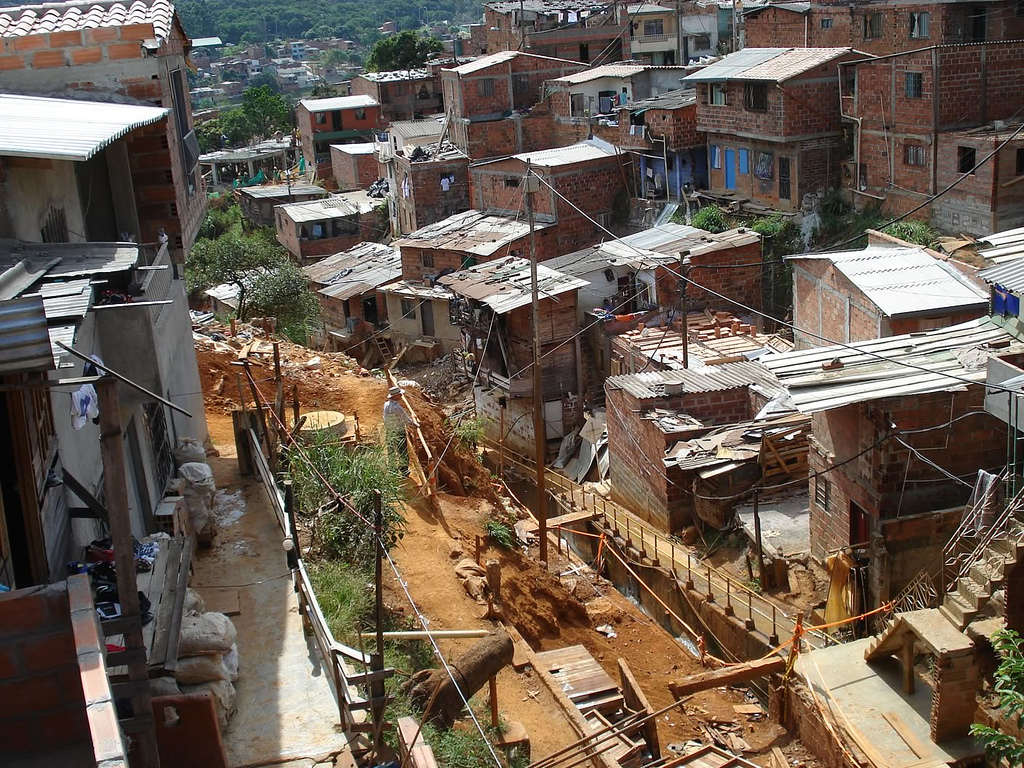
Een sloppenwijk bij de stad Medellín anno 2007.

De Amerikaanse vertegenwoordiger noemde Colombia een voorbeeld voor de wereld, maar zei ook dat de vrede er broos was door een gebrekkige infrastructuur en onveiligheid. Haar Uruguayaanse collega zei dat het moeilijkste nog moest komen.
De Boliviaanse vertegenwoordiger noemde het noodzakelijk om de leefomstandigheden van de armsten in Colombia te verbeteren en de armoedekloof tussen stedelijke en plattelandsgebieden te dichten.
Ook de Senegalese vertegenwoordiger noemde het politiek-economisch vredesproces in Colombia een voorbeeld voor de wereld, en vooral voor Afrikaanse landen.
De Colombiaanse vertegenwoordiger zei dat haar land in een cruciale fase zat, en grote politieke wil en internationale steun nodig had. Ze verwelkomde ook het staakt-het-vuren dat recent was overeengekomen met het Nationaal Bevrijdingsleger (ELN), een andere rebellengroep. Daarmee werd het mogelijk dat heel het land zich zou verzoenen.

## Achtergrond

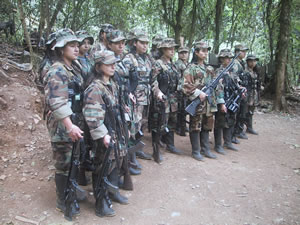
FARC-guerrillas in 1998–2002, ten tijde van het mislukte vredesproces in San Vicente del Caguán.

In Colombia was al sinds midden jaren 1960 een gewapend conflict aan de gang tussen het regeringsleger, paramilitaire groeperingen, linkse rebellengroepen en drugsbendes. De Revolutionaire Strijdkrachten van Colombia of "FARC(-EP)" zijn een van de grootste. Ontstaan uit onvrede over de ongelijkheid tussen grootgrondbezitters en boeren, nam de marxistisch-leninistisch geïnspireerde groepering de wapens op tegen de conservatieve regering. Na verloop van tijd werd de groep meer een terreurorganisatie gefinancierd door drugshandel en losgeld van ontvoeringen. Met Amerikaanse steun bracht de regering de FARC zware klappen toe, en na 2000 daalde het aantal strijders fors.
In 2012 begonnen vredesgesprekken tussen de overheid en de FARC om een einde te maken aan het conflict. Venezuela, Cuba en Noorwegen waren daarbij betrokken als bemiddelaars. In 2016 leidden die gesprekken tot een wapenstilstand en vredesakkoord, waarbij zo'n 7000 FARC-strijders zouden worden ontwapend. Een eerste akkoord werd bij een volksraadpleging nipt verworpen. Een tweede akkoord werd door het congres, waar de regeringspartijen een meerderheid hebben, goedgekeurd. Velen vonden dat de rebellen er te goed vanaf kwamen na een oorlog van 52 jaar, waarbij 200.000 doden waren gevallen. Zo zouden vele FARC-leiders vrijuit gaan, kregen degenen die oorlogsmisdaden hadden gepleegd strafvermindering en mochten ze meedoen aan verkiezingen voor publieke mandaten.

## Inhoud
De Veiligheidsraad was tevreden over de voortgang die werd gemaakt met het inleveren van de wapens, zoals dat in het Eindakkoord om het conflict te beëindigen en een stabiele en blijvende vrede op te bouwen tussen de Colombiaanse overheid en de rebellengroep FARC-EP was voorzien. Half augustus meldde de VN-gezant in Colombia dat de FARC al zijn wapens had ingeleverd en zijn 26 kampen had ontruimd. Daarbij waren zo'n 8000 vuurwapens en 22 ton springstof afgegeven.
Het akkoord voorzag er ook in dat de VN zou toezien op de herintegratie van de FARC en de uitvoering van veiligheidsgaranties. De verificatiemissie hiertoe was in juli 2017 reeds opgericht. Secretaris-generaal António Guterres was toen gevraagd een voorstel te doen over de omvang en het mandaat ervan.
Op 30 augustus 2017 had hij zijn rapport ingediend. De Veiligheidsraad stemde in met de omvang, de operationele aspecten en het mandaat dat Guterres daarin voorstelde. De missie zou uit circa 120 ongewapende waarnemers bestaan, aangevuld met een burgercomponent.
Lijst ·  2337 ·  2338 ·  2339 ·  2340 ·  2341 ·  2342 ·  2343 ·  2344 ·  2345 ·  2346 ·  2347 ·  2348 ·  2349 ·  2350 ·  2351 ·  2352 ·  2353 ·  2354 ·  2355 ·  2356 ·  2357 ·  2358 ·  2359 ·  2360 ·  2361 ·  2362 ·  2363 ·  2364 ·  2365 ·  2366 ·  2367 ·  2368 ·  2369 ·  2370 ·  2371 ·  2372 ·  2373 ·  2374 ·  2375 ·  2376 ·  2377 ·  2378 ·  2379 ·  2380 ·  2381 ·  2382 ·  2383 ·  2384 ·  2385 ·  2386 ·  2387 ·  2388 ·  2389 ·  2390 ·  2391 ·  2392 ·  2393 ·  2394 ·  2395 ·  2396 ·  2397